# Hermeneutika
Hermeneutika je znanost, doktrina, način ili vještina tumačenja značenja i/ili poruke (smisla) tekstualnog zapisa, govornog izričaja, umjetničke tvorevine ili obrasca ponašanja. Značajno je područje u kontinentalnoj filozofiji 20. stoljeća.
Vjerojatno dolazi od grčke riječi ἑρμηνεύω hermeneuo: "rastumačiti" ili "prevesti".
Hermeneutika prema predmetu odnosno području na koje se odnosi može biti: tradicionalna, talmudska, biblijska, kuranska, filozofska, znanstvena, apostolska, grčka, rimska, srednjeg vijeka itd. 

## Vanjske poveznice
- Tumačenje i razumijevanje[neaktivna poveznica]